# 와일드펠 홀의 소작인
《와일드펠 홀의 소작인》(The Tenant of Wildfell Hall)는 1848년에 출판된 앤 브론테의 소설이다.

## 영상화
- 《와일드펠 홀의 소작인》 - 영국 BBC 제작 드라마 (1968년).
- 《와일드펠 홀의 소작인》 - 영국 BBC 제작 드라마 (1996년).